# Турман, Ума
У́ма Кару́на Ту́рман (англ. Uma Karuna Thurman; род. 29 апреля 1970, Бостон, США) — американская актриса и бывшая модель.
Сыграла главные роли в различных кинолентах, от романтических комедий и драм до научно-фантастических фильмов и боевиков. После ранних ролей в таких фильмах, как «Опасные связи», она добилась международной известности в 1994 году, сыграв роль Мии Уоллес в «Криминальном чтиве» Квентина Тарантино, за которую была номинирована на премии «Оскар», «Золотой глобус» и BAFTA. Роль в кинодилогии «Убить Билла» того же Тарантино закрепила успех актрисы, принеся ей номинацию на BAFTA и две — на «Золотой глобус».

## Биография
Родилась 29 апреля 1970 года в Бостоне, в семье профессора Колумбийского университета, специалиста по восточным религиям и в прошлом буддийского монаха Роберта Турмана и баронессы Нены фон Шлебрюгге, известнейшей модели своего времени, ныне психотерапевта по профессии. Ранее мать Умы недолгое время была замужем за Тимоти Лири. Отец Нены — немец, мать — шведка.
Имя, которое означает «дарующая блаженство», в честь индуистской богини Умы дал будущей актрисе отец. Обычно считается, что он стал первым американцем в истории, постриженным в буддийские монахи лично Далай-ламой. Монашеская жизнь Роберта Турмана в США подверглась серьёзному испытанию, он сложил с себя монашеские обеты, окончил университет и ныне преподаёт на религиозном факультете Колумбийского университета.
Мать Умы родилась в семье барона Карла фон Шлебрюгге и Биргит Холмквист. Фон Шлебрюгге был состоятельным предпринимателем и во время Второй мировой войны попал в тюрьму за отказ разорвать деловые контракты с партнёрами-евреями. Биргит Холмквист была довольно успешной моделью в Швеции. В городе Треллеборг на юге страны установлен памятник, моделью для которого послужила Биргит. Мать Умы является шведской подданной. Приехав в Америку, она жила среди хиппи и даже ненадолго вышла замуж за легендарного идеолога контркультуры, исследователя действия психоделических препаратов Тимоти Лири. Сегодня Нена Турман — вполне респектабельный психотерапевт.
Турман начала карьеру в качестве модели в возрасте 15 лет и подписала контракт с агентством Click Models. Её ранние модельные работы включали Glamour и обложки британского Vogue за декабрь 1985 и май 1986 года. Она перешла к актерству, дебютировав в кино, в подростковом триллере «Поцелуй папочку на ночь», который вышел в 1987 году. Впоследствии Турман снялась в трех фильмах 1988 года — «Джонни, будь хорошим», «Приключения барона Мюнхгаузена» и, в частности, «Опасные связи». В комедии «Джонни, будь хорошим» она сыграла девушку перспективного квотербека средней школы, а в «Приключениях барона Мюнхгаузена» она ненадолго появилась в роли богини Венеры; во время своего выхода она ненадолго появляется обнаженной, в дань уважения картине Боттичелли «Рождение Венеры».
В оскароносной драме «Опасные связи» с Гленн Клоуз и Джоном Малковичем Турман сыграла роль наивной девушки-подростка, соблазненной манипулятором. Картина имела успех в артхаусе и принесла Турман признание критиков и зрителей; кинокритик Роджер Эберт нашел ее «хорошо подобранной» в ее «сложной» ключевой роли. В то время, испытывая неуверенность в своей внешности, она провела около года в Лондоне, в течение которого часто носила свободную, мешковатую одежду. Малкович сказал о ней: «В ней нет ничего нервного подростка, я не встречал никого похожего на нее в этом возрасте. Ее интеллект и уравновешенность выделяются. Но есть кое-что еще. Она более чем немного зациклена».
Но истинная слава пришла к ней после фильма «Генри и Джун», где она сыграла жену писателя Генри Миллера. Поразивший своей откровенностью пуританскую американскую цензуру фильм получил прокатный рейтинг — порнография (потом он был заменён на промежуточный NC-17), а Ума Турман удостоилась прозвища «секс-символ для интеллектуалов». «Сексуальность всегда была важнейшей составляющей искусства, — считает Ума. — Актёр, который хочет точно изобразить своего героя, должен учитывать, что сексуальность — существенная часть любого образа».
Сексуальность Умы сразила и Квентина Тарантино, который, по легенде, дал ей роль Мии Уоллес в «Криминальном чтиве», как только увидел её большие ступни. Экстравагантный Квентин был убеждён, что большие ступни у женщины — это очень сексуально. Благодаря «Чтиву» Ума впервые в жизни номинировалась на «Оскар» и окончательно закрепилась в статусе звезды.
7 февраля 2006 года Ума Турман награждена французским орденом Искусств и литературы.
В июне 2018 года стало известно, что Ума Турман подала запрос на получение гражданства Швеции, чтобы навсегда перебраться в эту страну. Для прохождения всех юридических и бюрократических процедур Турман наняла в Нью-Йорке известного шведского адвоката и бывшего министра юстиции Томаса Будстрёма (Thomas Bodström).
В 2019 году Ума Турман сыграла одну из основных ролей в многосерийной мистической драме «Потайные комнаты» (Chambers) от американской компании Netflix, состоящей из 10 серий.

## Личная жизнь
В 1990—1992 годах Ума была замужем за актёром Гэри Олдменом (род. 1958).
В 1998—2005 годах Ума была замужем за актёром Итаном Хоуком (род. 1970). В этом браке Турман родила двоих детей — дочь Майю Рэй Турман Хоук (род. 08.07.1998) и сына Левона Грина Хоука (род. 15.01.2002).
В 2007—2014 годах Ума была в отношениях с финансистом Арпадом Бюссоном. В этих отношениях у Турман родился третий ребёнок (дочь) — Розалинд Арушу Аркадину Алталун Флоренс Турман-Бюссон (род. 15.07.2012).

## Фильмография
| Год  |    | Русское название                     | Оригинальное название                              | Роль                            |
| ---- | -- | ------------------------------------ | -------------------------------------------------- | ------------------------------- |
| 1987 | ф  | Поцелуй папочку перед сном           | Kiss Daddy Goodnight                               | Лаура                           |
| 1988 | ф  | Джонни, будь хорошим                 | Johnny Be Good                                     | Джорджия Элканс                 |
| 1988 | ф  | Опасные связи                        | Dangerous Liaisons                                 | Сесиль де Воланж                |
| 1988 | ф  | Приключения барона Мюнхгаузена       | The Adventures of Baron Munchausen                 | Венера / Роза                   |
| 1990 | ф  | Генри и Джун                         | Henry & June                                       | Джун Миллер                     |
| 1990 | ф  | Дом там, где сердце                  | Where the Heart Is                                 | Дафна Макбэйн                   |
| 1991 | тф | Робин Гуд                            | Robin Hood                                         | Мариан                          |
| 1992 | ф  | Окончательный анализ                 | Final Analysis                                     | Диана Бэйлор                    |
| 1992 | ф  | Дженнифер-восемь                     | Jennifer Eight                                     | Хелена Робертсон                |
| 1993 | ф  | Бешеный пёс и Глория                 | Mad Dog and Glory                                  | Глория                          |
| 1993 | ф  | Даже девушки-ковбои иногда грустят   | Even Cowgirls Get the Blues                        | Сисси Хэнкшоу                   |
| 1994 | ф  | Криминальное чтиво                   | Pulp Fiction                                       | Мия Уоллес                      |
| 1995 | ф  | Месяц у озера                        | A Month by the Lake                                | мисс Бемонт                     |
| 1996 | ф  | Правда о кошках и собаках            | The Truth About Cats & Dogs                        | Ноэлль                          |
| 1996 | ф  | Красивые девушки                     | Beautiful Girls                                    | Андера                          |
| 1997 | ф  | Гаттака                              | Gattaca                                            | Ирэн Кассини                    |
| 1997 | ф  | Бэтмен и Робин                       | Batman and Robin                                   | Ядовитый Плющ / Памела Айсли    |
| 1998 | ф  | Отверженные                          | Les Miserables                                     | Фэнтин                          |
| 1998 | ф  | Мстители                             | The Avengers                                       | Эмма Пил                        |
| 1999 | ф  | Сладкий и гадкий                     | Sweet and Lowdown                                  | Бланш                           |
| 2000 | ф  | Ватель                               | Vatel                                              | Анна де Монтозье                |
| 2000 | ф  | Золотая чаша                         | The Golden Bowl                                    | Шарлотта Стэнт                  |
| 2001 | ф  | Плёнка                               | Tape                                               | Эми Рэнделл                     |
| 2001 | ф  | Стены Челси                          | Chelsea Walls                                      | Грейс                           |
| 2002 | тф | Истерическая слепота                 | Hysterical Blindness                               | Дэбби Миллер                    |
| 2003 | ф  | Час расплаты                         | Paycheck                                           | доктор Рэйчел Портер            |
| 2003 | ф  | Убить Билла. Фильм 1                 | Kill Bill: Vol. 1                                  | Беатрикс Киддо / Чёрная Мамба   |
| 2004 | ф  | Убить Билла. Фильм 2                 | Kill Bill: Vol. 2                                  | Беатрикс Киддо / Чёрная Мамба   |
| 2005 | ф  | Будь круче!                          | Be Cool                                            | Эди Атенс                       |
| 2005 | ф  | Навсикая из Долины ветров            | Nausicaä of the Valley of the Wind                 | Kushana                         |
| 2005 | ф  | Мой лучший любовник                  | Prime                                              | Рафи Кардэт                     |
| 2005 | ф  | Продюсеры                            | The Producers: The Movie Musical                   | Улла                            |
| 2006 | ф  | Моя супер-бывшая                     | My Super Ex-Girlfriend                             | Дженни Джонсон / девчонка G     |
| 2007 | ф  | Вся жизнь перед глазами              | The Life Before Her Eyes                           | Диана                           |
| 2008 | тф | Маппетовское Рождество: Письма Санте | A Muppets Christmas: Letters to Santa              | Джой                            |
| 2008 | тф | Моя цинковая кровать                 | My Zinc Bed                                        | Эльза                           |
| 2008 | ф  | Случайный муж                        | The Accidental Husband                             | Эмма Ллойд                      |
| 2009 | ф  | Материнство                          | Motherhood                                         | Элиза Велш                      |
| 2010 | ф  | Перси Джексон и похититель молний    | Percy Jackson & the Olympians: The Lightning Thief | Медуза Горгона                  |
| 2010 | ф  | Свадьба                              | Ceremony                                           | Зои                             |
| 2012 | ф  | Милый друг                           | Bel Ami                                            | Мадлена Форестье                |
| 2012 | ф  | Мужчина нарасхват                    | Playing for Keeps                                  | Пэтти                           |
| 2012 | с  | Смэш                                 | Smash                                              | Ребекка Дювал                   |
| 2013 | ф  | Муви 43                              | Movie 43                                           | Лоис Лейн                       |
| 2014 | ф  | Нимфоманка                           | Nymphomaniac                                       | миссис Эйч                      |
| 2014 | ф  | Прыжок!                              | Jump!                                              | Венди                           |
| 2014 | ф  | Подарок                              | The Gift                                           | мисс Андерсон                   |
| 2014 | ф  | Приземлённая богиня                  | The Mundane Goddess                                | Гера                            |
| 2015 | с  | Пощёчина                             | The Slap                                           | Анук                            |
| 2015 | ф  | Шеф Адам Джонс                       | Burnt                                              | Симона                          |
| 2017 | с  | Самозванцы                           | Imposters                                          | Ленни Коэн                      |
| 2018 | ф  | Дом, который построил Джек           | The House That Jack Built                          | женщина №1                      |
| 2018 | ф  | Аферисты поневоле                    | The Con Is On                                      | Хэрриет Фокс                    |
| 2018 | ф  | Дальше по коридору                   | Down a Dark Hall                                   | мадам Симон Дюрет               |
| 2020 | ф  | Дедушка нелёгкого поведения          | War with Grandpa                                   | Салли                           |
| 2022 | с  | Под подозрением                      | Suspicion                                          | Кэтрин Ньюман                   |
| 2022 | с  | На взводе: Битва за Uber             | Super Pumped: The Battle for Uber                  | Арианна Хаффингтон              |
| 2022 | ф  | Голливудская Старгёрл                | Hollywood Stargirl                                 | Роксанна Мартель                |
| 2023 | ф  | Красный, Белый и Королевский Синий   | Red, White and Royal Blue                          | Эллен Клермонт, Мадам Президент |
| 2023 | ф  | Искусство по понятиям                | The Kill Room                                      | Патрис                          |
| 2024 | ф  | О, Канада                            | Oh, Canada                                         | Эмма                            |
| 2025 | ф  | Бессмертная гвардия 2                | The Old Guard 2                                    |                                 |